# Колар (округ)
Колар (канн. ಕೋಲಾರ ಜಿಲ್ಲೆ; англ. Kolar) — округ в индийском штате Карнатака. Административный центр — город Колар. Площадь округа — 8223 км². По данным всеиндийской переписи 2001 года население округа составляло 2 536 069 человек. Уровень грамотности взрослого населения составлял 62,8 %, что немного выше среднеиндийского уровня (59,5 %). Доля городского населения составляла 24,7 %.